# Oryuwanggil-dong
Oryuwanggil-dong (koreanska: 오류왕길동) är en stadsdel i staden Incheon i Sydkorea, 31 km väster om huvudstaden Seoul. Den ligger i stadsdistriktet Seo-gu.
Stadsdelen bildades 2013 genom en utbrytning från dåvarande Geomdan 1-dong. Den hette Geomdan 5-dong fram till 1 juli 2018 då den fick nuvarande namn.